# Cyrtoclytus yunamensis
Cyrtoclytus yunamensis är en skalbaggsart som först beskrevs av Maurice Pic 1906.  Cyrtoclytus yunamensis ingår i släktet Cyrtoclytus och familjen långhorningar. Inga underarter finns listade i Catalogue of Life.